# 江汝璧
江汝璧（1486年—1558年），字懋榖，號貞齋，江西廣信府貴溪縣人，軍籍，明朝政治人物，進士出身。

## 生平
正德八年（1513年）江西乡试第八十一名举人，正德十六年（1521年）登辛巳科二甲第二名進士，選庶吉士，嘉靖元年（1522年）十一月授翰林院編修，丁憂歸。服闋，七年六月起升南京國子監司業。丁憂，服闋，十三年九月改除翰林院侍讀，十五年九月升任左春坊左諭德，充經筵講官，上疏諫征安南及論郊祀事，十六年（1537年）七月与洗馬歐陽衢主考應天府鄉試，九月因鄉試策題語多譏訕，違背旨意，考官俱被逮捕下詔獄，謫為福建市舶司副提舉。之後歷升南京兵部職方司署郎中，二十二年（1543年）二月升為國子監司業，條陳廟建五議。升左春坊左庶子兼翰林院修撰，二十三年二月与禮部尚書張瀚主考甲辰科禮部會試，三月官至詹事府少詹事兼翰林院學士，掌院事，八月被刑科給事中王交、王堯日論劾會試舞弊，汝璧与順天鄉試主考秦鳴夏、浦應麒俱被廷杖六十，革職閒住。卒年七十三歲。著有《碧洋摘稿》。

## 家族
曾祖江憲清。祖父江智，壽官。父江瀇。母洪氏，继母劉氏、胡氏。重庆下。弟江汝瑞、江汝球。

## 相關
- 明甲辰科场案